# 大阪国際大学
大阪国際大学（おおさかこくさいだいがく、英語: Osaka International University）は、大阪府守口市にある私立大学。1987年創立、1988年大学設置。大学の略称はOIU (オー・アイ・ユー)。

## 概要
グローバル化及び国際化時代の到来に、たくましく、生きる力を有する「真の国際人」の育成を教育理念とし、1988年に開設。設置者は、学校法人大阪国際学園。大阪国際学園は、設立者である奥田家の人物で引き継がれており、現在の理事長は、奥田吾朗（4代目）。
以前は、大阪府枚方市（枚方キャンパス）及び大阪府守口市（守口キャンパス）の2キャンパス体制だったが、2015年（平成27年）キャンパス整備を理由としてビジネス学部と現代社会学部を守口キャンパスに移転統合。翌2016年枚方キャンパスを閉鎖した。
国際交流・学術交流など外国（海外）協定校を積極的に増やす方針で2019年（令和元年）度107校と協定を結んでおり、2021年度までに110校まで拡大予定。

## 沿革
大阪国際学園グループの源流は1929年（昭和4年）に設立の高等女学校「帝国高等女学校」（文部省告示第11号で認可）。太平洋戦争後の1948年に学制改革による新制の高校「帝国学園高等学校」（のちの大阪国際滝井高等学校）を開校した「学校法人帝国学園」が、1965年に「帝国女子大学」（のちの大阪国際女子大学）を、1988年に「大阪国際大学」を設立した。
平成初期のバブル崩壊と少子化を受け、志願者数激減。大学全入時代に備え2002年（平成14年）「大阪国際大学」と「大阪国際女子大学」を統合。同一法人内の2大学の統合は全国初という。
現在は大阪国際大学短期大学部（OIC，立命館大学大阪いばらきキャンパスの略称と同じであるが、無関係）と併設されて運営されている。

### 年表
（開学前の年表は学校法人大阪国際学園の項目を参照されたい）
- 1962年（昭和37年） - 帝国女子短期大学が開学（家政科）
- 1965年（昭和40年） - 帝国女子大学が開学（家政学部家政学科。のちの大阪国際女子大学）
- 1987年（昭和62年） - 12月23日、大阪国際大学の設置、文部省から認可される
- 1988年（昭和63年） - 「大阪国際大学」開学（経営情報学部経営情報学科。枚方キャンパス）
- 1992年（平成4年） - 政経学部政経学科を併設。併設校の校名を「大阪国際」に変更
- 1993年（平成5年） - 法人名を「学校法人大阪国際学園」に変更。大学院経営情報学研究科経営情報学専攻修士課程を設置。留学生別科を設置
- 1995年（平成7年） - 大学院経営情報学研究科経営情報学専攻に博士課程を設置
- 1998年（平成10年） - 大学院総合社会科学研究科法学専攻、国際政経専攻修士課程を設置
- 2000年（平成12年） - 政経学部政経学科を法政経学部法政経学科に名称変更
- 2002年（平成13年） - 大阪国際大学と大阪国際女子大学を統合。大阪国際大学に人間科学部 (心理コミュニケーション学科、国際コミュニケーション学科、人間健康科学科、スポーツ行動学科 (女子のみ) ) を設置
- 2007年（平成19年） - 人間科学部国際コミュニケーション学科を国際コミュニケーション学部国際コミュニケーション学科に改組
- 2008年（平成20年） - 経営情報学部をビジネス学部経営デザイン学科、経済ファイナンス学科に改組。法政経学部法政経学科を現代社会学部法律政策学科、情報デザイン学科に改組。大阪国際女子大学を廃止
- 2012年（平成24年） - 人間科学部国際コミュニケーション学科を廃止
- 2014年（平成26年） - グローバルビジネス学部グローバルビジネス学科を設置。ビジネス学部経営デザイン学科、経済ファイナンス学科を学生募集停止。現代社会学部情報デザイン学科、法律政策学科を学生募集停止。大学院総合社会科学研究科修士課程を学生募集停止
- 2015年（平成27年） - 国際コミュニケーション学部国際コミュニケーション学科を学生募集停止。国際教養学部国際コミュニケーション学科、国際観光学科を設置。法政経学部法政経学科を廃止
- 2016年（平成28年） - ビジネス学部と現代社会学部を守口キャンパスに移転し、すべての学部・学科を守口キャンパスに統合 (枚方キャンパスを閉鎖）
- 2018年（平成30年） - グローバルビジネス学部グローバルビジネス学科を経営経済学部経営学科、経済学科に改組。人間科学部のスポーツ行動学科を男女共学化
- 2022年（令和4年） - 国際コミュニケーション学部国際コミュニケーション学科を廃止

## 基礎データ
費用は初年度145万円（2020年〈令和2年〉度の実績）。

### 交通アクセス

#### 守口キャンパス
- 京阪本線大和田駅より北へ約600m（徒歩で約8分）または萱島駅より西へ約800m（徒歩で約11分）。

#### 枚方キャンパス
2016年閉鎖。京阪バスの停留所名は閉鎖後も約9年間「大阪国際大学」のまま存置されていたが、2025年3月23日に「長尾台三丁目」へ変更された。

## 教育および研究

### 組織

#### 学部
- 経営経済学部
  - 経営学科
    - 企業経営・マーケティングコース
    - サービス・地域活性化コース（ベンチャービジネスコースに改組）
    - ベンチャービジネスコース
    - スポーツビジネスコース

  - 経済学科
    - 金融・経済コース
    - 公務員コース
    - 地域みらいづくりコース（募集停止）
- 人間科学部
  - 心理コミュニケーション学科
    - 心理分野
    - コミュニケーション分野

  - 人間健康科学科
    - 食と健康分野
    - からだの健康分野
    - こころの健康分野

  - スポーツ行動学科
    - スポーツ教育分野
    - 健康・スポーツ分野
    - スポーツマネジメント分野
- 国際教養学部
  - 国際コミュニケーション学科
    - 国際コミュニケーションコース
    - ビジネス・コミュニケーションコース（旧・ビジネスイングリッシュコース）
    - 国際コミュニケーション分野（2019年度より）
    - ビジネス・コミュニケーション分野（2019年度より）
    - 英語インテンシブプログラム
    - 中国語インテンシブプログラム

  - 国際観光学科
    - 観光・ホスピタリティコース（旧・国際観光コース）
    - 異文化交流コース
    - 学芸員・文化ビジネスコース（旧・学芸員（博物館・美術館）コース）
    - ホスピタリティコース（観光・ホスピタリティコースに改組）
    - 観光・ホスピタリティ分野（2019年度より）
    - 異文化交流分野（2019年度より）
    - 学芸員・文化ビジネス分野（2019年度より）
    - 英語インテンシブプログラム
    - 中国語インテンシブプログラム
- 短期大学部
  - 幼児保育学科
  - 栄養学科
  - ライフデザイン学科
    - キャリアデザインコース
    - 観光・英語コース

#### 研究科
- 経営情報学研究科
  - 経営情報学専攻（修士課程・博士課程）
- 総合社会科学研究科（2014年学生募集停止、2015年廃止）
  - 法学専攻（修士課程）
  - 国際政経専攻（修士課程）

#### 別科
- 留学生別科

## 対外関係

### 自治体等との協定
- 枚方市 - 2013年2月18日に地域連携分野での協力に関する協定締結
- パナソニック株式会社人材開発カンパニー - ビジネスパートナー契約に基づく「ビジネスリーダー養成プログラム」の共同実施
- 南山城村 - 2013年8月5日に地域連携協力に関する協定に調印
- ガンバ大阪 - 2014年6月10日、パートナーシップ協定を締結
- 大阪府枚方土木事務所 - 2014年10月10日に包括連携協定締結（大阪国際大学・大阪国際大学短期大学部と）
- 寝屋川市
- 門真市
- 守口市教育委員会
- 公益財団法人枚方体育協会
- 学園都市ひらかた推進協議会
- 関西文化学術研究都市大学連携
- NPO法人すがはらひがし
- NPO法人ひらかた市民活動支援センター
- 枚方YMCA
- 枚方市立菅原東小学校
- 枚方市立杉中学校

### 他大学等との関係
高等学校（高大連携教育に関する調印）
- 大阪府立茨木西高等学校
- 大阪府立門真なみはや高等学校
- 大阪府立枚岡樟風高等学校
- 大阪府立能勢高等学校
- 大阪府立淀川工科高等学校
- 大阪府立枚方津田高等学校
- 大阪府立緑風冠高等学校
- 大阪府立門真西高等学校
- 大阪府立茨田高等学校
- 大阪府立寝屋川高等学校
- 大阪府立野崎高等学校
- 大阪府立香里丘高等学校
- 大阪府立西寝屋川高等学校
- 大阪府立守口東高等学校
- 大阪府立吹田東高等学校
- 大阪府立芦間高等学校
- 大阪府立枚方高等学校
- 大阪府教育センター附属高等学校
- 大阪市立咲くやこの花高等学校
- 大阪信愛女学院高等学校
- 大谷高等学校
- 昇陽高等学校
- 京都翔英高等学校
- 奈良県立奈良朱雀高等学校

国内の大学（協定相手校）
- 札幌国際大学
- 東京国際大学
- 富山国際大学
- 名桜大学

外国の国際・学術交流等協定校（★は交換留学が可能な大学）
中国
- 香港中文大学（The Chinese University of Hong Kong）★
- 遼寧師範大学（Liaoning Normal University）★
- 東北大学（The Northeastern University）★
- 四川大学（Sichuan University）★
- 浙江万里学院（Zhejiang Wanli University）★
- 北京渉外経済学院（Beijing Foreign Affairs University of Economy）
- 中国海洋大学（Ocean University of China）
- 首都体育学院（Capital Institute of Physical Education and Sports）
- 雲南師範大学文理学院（The College of Arts and Sciences Yunnan Normal University）
- 西安思源大学（Xi'an Siyuan University）
- 瀋陽大学（Shenyang University）
- 上海外国語大学賢達経済人文学院（Xianda College of Economics and Humanities Shanghai International Studies University）
- 電子科技大学中山学院（University of Electronic Science and Technology of China, Zhongshan Institute）
- 上海師範大学天華学院（Shanghai Normal University Tianhua College）
- 同済大学外国語学院（Tongi University, College of Foreign Languages）★
- 北京語言大学（Beijing Language and Culture University）

韓国
- 群山大学校（Kunsan National University）★
- 柳韓大学（Yuhan College）
- 東洲大学校（Dongju University）★
- 慶南情報大学（Kyungnam College University of Information and Technology）★
- 嘉泉大学校（Gachon University）★
- 東岡大学（Dongkang College University）★
- 安東科学大学（Andong Science College）
- 大林大学校（Daelim University College）
- 順天卿大学校（Soonchunhyang University）★

台湾
- 中国文化大学（Chinese Culture University）★
- 長栄大学（Chang Jung Christian University）★
- 康寧大学（University of Kang Ning）★
- 東呉大学（Soochow University）
- 中華科技大学（China University of Science and Technology）★

モンゴル
- ウランバートル国立大学（Ulaanbaatar State University）

タイ
- バンコク大学（Bangkok University）★
- ナレースワン大学（Naresuan University★）
- スィーパトゥム大学（Sripatum University）
- シーサケット・ラーチャパット大学（Sisaket Rajabhat University）
- チェンマイ大学（Chiang Mai University）

フランス
- EDC ビジネス・スクール（EDC Business School）★

ベトナム
- ハノイ大学（Hanoi University）★
- ハノイ貿易大学（Foreign Trade University）★
- ホンバン国際大学（Hong Bang University International）★
- ダナン大学（The University of DaNang）

カンボジア
- カンボジア大学（University of Cambodia）
- 王立プノンペン大学（Royal University of Phnom Penh）

ニュージーランド
- クライストチャーチ・ポリテクニック工科大学（Christchurch Polytechnic.,Institute of Technology）

トルコ
- エルジェス大学（Erciyes University）★

シエラレオネ
- ミルトン・マルガイ・カレッジ・オブ・エデュケーション＆テクノロジー（Milton Margai College of Education and Technology（MMCET））

アメリカ
- シラキュース大学ユーティカカレッジ（Syracuse University Utica College）
- クリストファー・ニューポート大学（Christopher Newport University）
- エルマイラカレッジ（Elmira College）
- ネブラスカ・カーニー大学（The University of Nebraska Kearney）
- サンディエゴ州立大学（San Diego State University）★
- ターレトン州立大学（Tarleton State University）
- パーデュー大学（Purdue University）

カナダ
- ノーザン・ブリティッシュコロンビア大学（University of Northern British Columbia）★

メキシコ
- モンテレー工科大学（Tecnologico de Monterrey-Monterrey Campus）★
- 国際大学（Universidad Internacional）
- プエブラ州自治大学（The Universidad Popular Autonoma del Estado de Puebla (UPAEP)）

イギリス
- セントラル・ランカシャー大学（University of Central Lancashire）★
- サセックス大学（University of Sussex）

ベルギー
- リエージュ州大学（Haute Ecole de la Province de Liege）★

ルーマニア
- ディミトリエ・カンテミール大学（Dimitrie Cantemir Christian University）

インドネシア
- アル・アズハル インドネシア大学（University Al Azhar Indonesia）
- インバダ外国語大学（STIBA INVADA）
- ダルマ・プルサダ大学（Darma Purusada University）
- （The London School of Public Relations Jakarta）
- ジェンデラル スディルマン大学（Jenderal Soedirman University）★
- ディアン・ヌスワントロ大学（Dian Nuswantoro University）★
- ウダヤナ大学（Udayana University）★
- バンドン外国語大学（STBA YAPARI-ABA BANDUNG）
- テレコム大学（Telkom University）
- コンピュータ大学（UNIVERSITAS KOMPUTER INDONESIA (UNIKOM)）

マレーシア
- ヘルプ大学（HELP University）
- マラ工科大学（Universiti Teknologi Mara）

フィリピン
- アクラン州立大学（Aklan State University）

シンガポール
- ナンヤン・ポリテクニックビジネスマネージメント学部（Nanyang Polytechnic,School of Business Management）★

ブラジル
- サンパウロ・カトリック大学（Pontifical Catholic University of SãoPaulo）

アラブ首長国連邦
- ドバイ女子大学（Dubai Women's College）

### 附属学校
- 大阪国際高等学校
- 大阪国際中学校
- 大阪国際大和田幼稚園

なお、2022年（令和4年）4月、滝井高校と大和田中高を統廃合した「大阪国際高等学校」「大阪国際中学校」が開校（）

## 不祥事
サッカー部員による女性乱暴事件
- 同大学サッカー部は、2012年3月17日から19日にかけて高松市内で合宿を実施していたが、その最中に当時2年生の男子部員3人が、宿泊中の旅館内で、酒に酔った女性に対し乱暴し、香川県警に集団準強姦罪で逮捕されていたことが判明。同大学は、サッカー部を活動停止にしたが、活動停止を関西学生サッカー連盟に伝えたのみで、事件そのものについては「部内の不祥事」だとして伝えていなかった[8][9][10]。